# Storena nana
Storena nana är en spindelart som beskrevs av Rudy Jocqué och Baehr 1992. Storena nana ingår i släktet Storena och familjen Zodariidae.
Artens utbredningsområde är Victoria, Australien. Inga underarter finns listade i Catalogue of Life.